# クークイン県

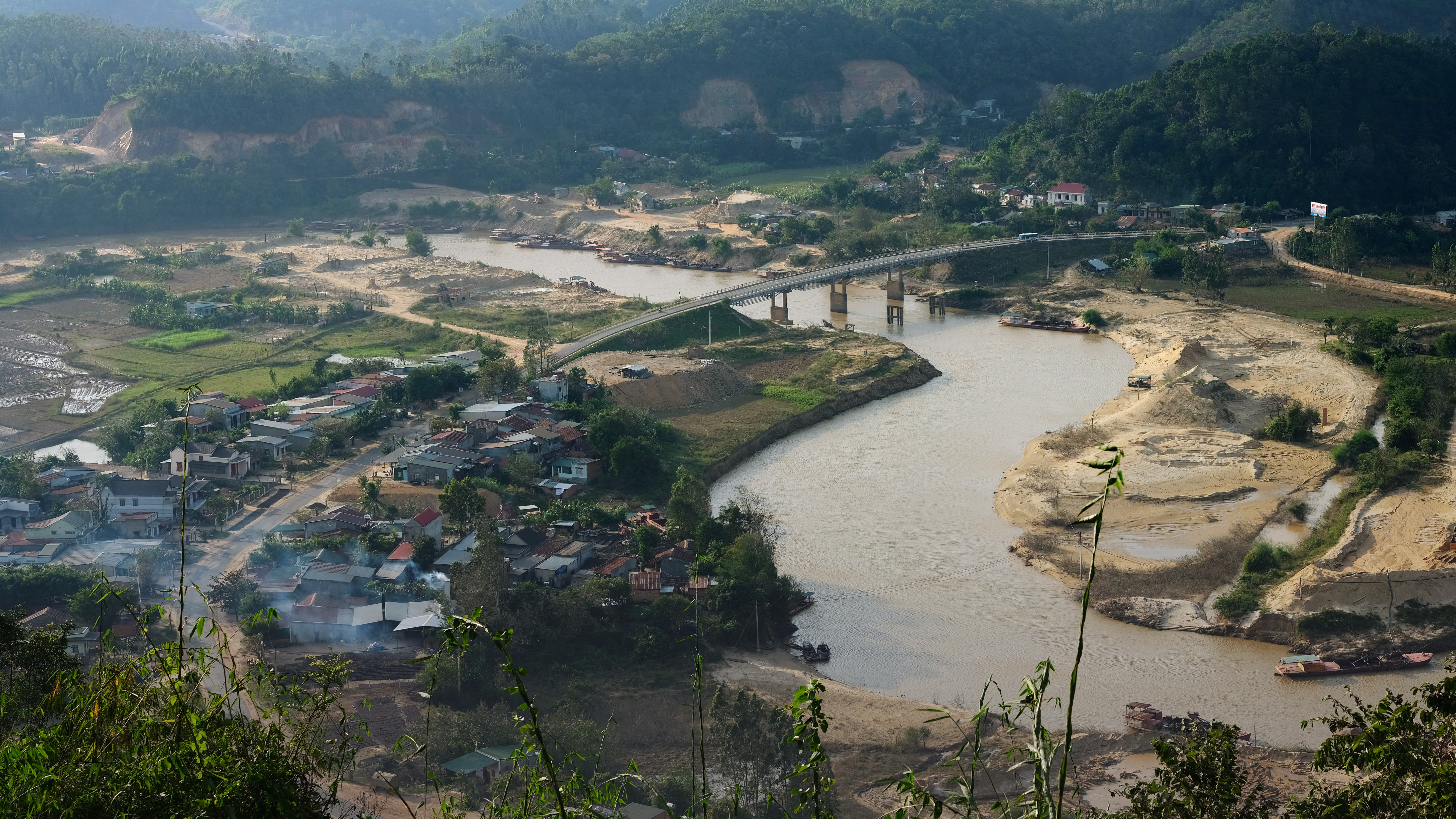
Đông Hòa Hiệp橋から

クークイン県（クークインけん、ベトナム語：Huyện Cư Kuin?）は、ベトナム社会主義共和国ダクラク省の県。面積は288.3 km²、人口は103,842人（2017年）である。

## 行政区画
8社から構成される。